# Cowper Phipps Coles
Cowper Phipps Coles (født 1819, død 7. september 1870) var en britisk søofficer og konstruktør, og han er især blevet kendt for sin opfindelse af pansrede kanontårne til krigsskibe.

## Det pansrede kanontårn
Coles blev officerselev i Royal Navy i en meget ung alder, og hans tjeneste førte ham blandt andet til Sortehavet under Krim-krigen. Her kunne han på første hånd observere, hvordan de første pansrede batterier, der var panserskibenes forløbere, var de eneste, der på lige fod kunne tage kampen op mod de russiske forter. På den baggrund udviklede han i 1855 et design til pansret flådebatteri. Admiralitetet var allerede i gang med at bygge pansrede batterier og var ikke interesserede, men i planerne indgik et drejeligt, pansret kanontårn, og det tog Coles patent på i 1859.
Senere i 1859 afleverede Coles et design til et stort panserskib til Royal Navy. Skibet var meget revolutionerende, med 20 kraftige kanoner i 10 drejetårne, men Admiralitetet havde adskillige indvendinger, og afviste planerne. Til gengæld gik man med til at bygge et enkelt kanontårn efter Coles' design, og det var færdigt i 1861.
På den anden side af Atlanten arbejdede den svenskfødte opfinder John Ericsson med tilsvarende planer. Ericsson havde sendt sine første planer til kejser Napoleon 3. af Frankrig i 1854, men det var først under den amerikanske borgerkrig, at der kom respons på hans ideer. Hans planer for et pansret skib med drejeligt kanontårn blev til USS Monitor, der blev påbegyndt 25. oktober 1861.
Forskellen mellem Ericssons og Coles' konstruktion var blandt andet, at førstnævnte roterede om en central akse, mens Coles' tårn blev styret af et spor langs kanten af tårnet, og i stedet havde en motor koblet på den centrale akse.

## Skibe med kanontårne
Det kanontårn, der var blevet bygget efter Coles' design, viste sig at være en stor succes, og i foråret 1862 var Royal Navy i fuld gang med at planlægge skibe med kanontårne. Så indløb nyhederne fra USA om panserskibets overlegenhed i slaget ved Hampton Roads, og måneden efter, i april 1862, bestilte Royal Navy et panserskib med to af Coles' tårne, Royal Albert og iværksatte ombygning af det træbyggede linjeskib Royal Sovereign til panserskib med fire tårne.
Allerede før slaget ved Hampton Roads havde Konføderationen i marts 1862 bestilt to panserskibe med Coles kanontårne hos Laird i England. Det stod hurtigt klart, at England ikke ville tillade, at de blev afleveret, så i stedet blev de overtaget af Royal Navy i oktober 1863, men de var ikke færdigbyggede før to år senere.
Så det var en fremsynet teknologisk satsning, den danske marine foretog, da man i august 1862 bestilte panserbatteriet Rolf Krake på et tidspunkt, hvor den endnu ikke fandtes skibe med kanontårne uden for USA. Rolf Krake var også det første skib med Coles' tårne, der kom i tjeneste, og det gjorde glimrende fyldest i den 2. slesvigske krig i 1864.

## Captain-katastrofen
Coles havde endnu ikke fået opfyldt sin drøm om at få konstrueret et panserskib, der kunne matche de største i Royal Navy. I juni 1866 påbegyndtes bygningen af HMS Monarch, der ganske vist havde kanontårne af Coles' design, men ellers blev bygget helt uden
hans indblanding. 
Det var derfor en stor sejr for Coles, da han blev bedt om at være medkonstruktør på HMS Captain, der blev køllagt hos Laird i januar 1867, og var færdig i januar 1870. Captain havde lige som Monarch to kanontårne, men for at kunne betjene den omfattende rigning var der tilføjet et ekstra dæk hen over tårnene, og det blev fatalt for skibets stabilitet. Ved en storm ud for Kap Finisterre den 7. september 1870, kæntrede Captain og forliste. 473 af de 491 ombordværende omkom, heriblandt Cowper Coles. 
Ved det efterfølgende søforhør blev det påpeget, at sejlføringen var som forventet, men at Laird-værftet havde brugt for meget jern i skibet, så det kom til at ligge for dybt og dermed havde for dårlig stabilitet. Monarch var en del af samme eskadre og klarede stormen fint, men som Richard Hill konstaterer, så havde begge skibe den fejl, at man overhovedet havde forsøgt at kombinere tårne, der skal kunne skyde i alle retninger, med master og rigning, der i høj grad forhindrer det.

## Eksterne links
- HMS Captain Arkiveret 19. december 2008 hos  Wayback Machine
- 10 opfindere, der blev dræbt af deres egne opfindelser
- Cowper Coles' karriere i Royal Navy